# 20e étape du Tour de France 2014
Vous lisez un « bon article » labellisé en 2015.
Pour un article plus général, voir Tour de France 2014.
La 20e étape du Tour de France 2014 s'est déroulée le samedi 26 juillet 2014 entre Bergerac et Périgueux. Elle constitue l'unique contre-la-montre de cette édition. Habituellement, le Tour comporte au moins deux chronos, il faut remonter en 1953 pour trouver un parcours avec un seul contre-la montre. Les villes de Bergerac et Périgueux sont pour la troisième fois reliées entre elles à l'occasion d'une étape de la Grande Boucle, après les éditions de 1961 et de 1994.
L'Allemand Tony Martin (Omega Pharma-Quick Step), triple champion du monde du contre-la-montre, remporte l'étape en 1 heure 6 minutes et 21 secondes à 48,83 km/h de moyenne, devançant de 1 minute et 58 secondes le maillot jaune, l'Italien Vincenzo Nibali (Astana), qui se place quatrième, mais qui reste premier au classement général.

## Histoire
De 1952 à 2007, la Grande Boucle traverse treize fois le département de la Dordogne lors de seize étapes dont six sont l'occasion d'un départ et/ou d'une arrivée.
Le 14 juillet 1961, la 19e étape de la 48e édition, qui relie pour la première fois Bergerac et Périgueux, est remportée par Jacques Anquetil.
Le 11 juillet 1994, lors de la 81e édition, Miguel Indurain est le vainqueur du contre-la-montre Périgueux–Bergerac (64 km), roulant à 50,5 km/h de moyenne.
Le 25 juillet 2014, veille du contre-la-montre, la 101e édition du Tour de France arrive en Dordogne : la 19e étape relie Maubourguet et Bergerac, ville qui est le lendemain le départ de la 20e étape.

## Parcours
La 20e étape constitue l'unique contre-la-montre de cette édition. Habituellement, le Tour de France comporte au moins deux chronos. Il faut remonter en 1953 pour trouver un parcours avec un seul contre-la montre. Ce parcours de 54,4 km ne comporte aucune difficulté répertoriée pour le Grand Prix de la montagne. Les trois points de chronométrage intermédiaires sont situés à Beleymas au kilomètre 19, à Coursac au kilomètre 39, et à Coulounieix-Chamiers au kilomètre 48.
L'étape, qui relie la sous-préfecture Bergerac et le chef-lieu de la Dordogne Périgueux sur 54 km, se déroule le samedi 26 juillet 2014. Comme la majorité des étapes du Tour, les routes du tracé sont totalement neutralisées ; des déviations sont mises en place pour fluidifier la circulation. Les coureurs traversent les communes de Ginestet, Maurens, Beleymas, Villamblard, Manzac-sur-Vern, Coursac et Coulounieix-Chamiers, avant de descendre sur Périgueux. Celles-ci proposent des animations toute la journée pour cette occasion. Au total, seize communes de la Dordogne sont traversées durant les 19e et 20e étapes en Périgord, les 25 et 26 juillet.
Selon le cycliste français Jean-Luc Delpech, le parcours peut se diviser en deux parties. « La première moitié est vraiment rapide entre Bergerac et Villamblard. À part quelques faux plats et des virages, il n'y a pas vraiment de difficultés. Il ne [faut] pas partir trop vite tout de même au risque de souffrir ensuite. À Beleymas, au premier point chronométré, les coureurs [savent] comment aborder la suite, s'ils sont dans le rythme ou s'ils doivent accélérer ». D'après Jean Mespoulède, « les écarts ne [se font pas] dans cette partie. C'est après le ravitaillement, à Manzac-sur-Vern, que les choses sérieuses [commencent]. Une première bosse, celle de Font-de-Meaux, à Coursac, puis une seconde encore plus redoutée, les Crouchaux, à Coulounieix-Chamiers, à 6 km de l'arrivée ». Jean-Luc Delpech ajoute que « le final (la descente vers Périgueux) est technique ». Damien Lapouge affirme que la course se joue dans les deux derniers kilomètres jusqu'aux boulevards. L'arrivée a lieu sur le boulevard Michel-de-Montaigne, en face du palais de justice de Périgueux,, ; le tracé emprunte la place Francheville située en contrebas.

Parcours complet de l'étape.

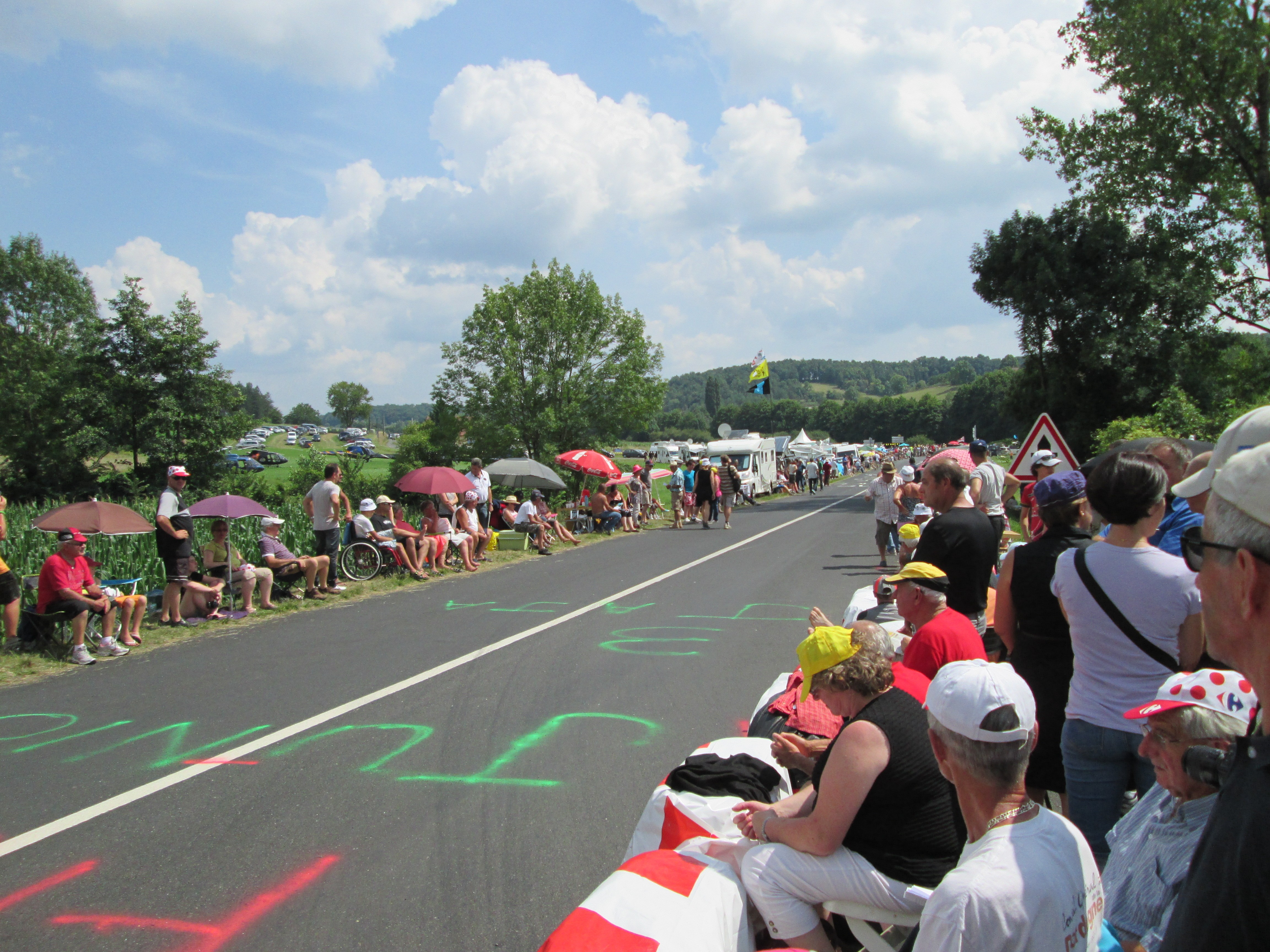
Spectateurs.
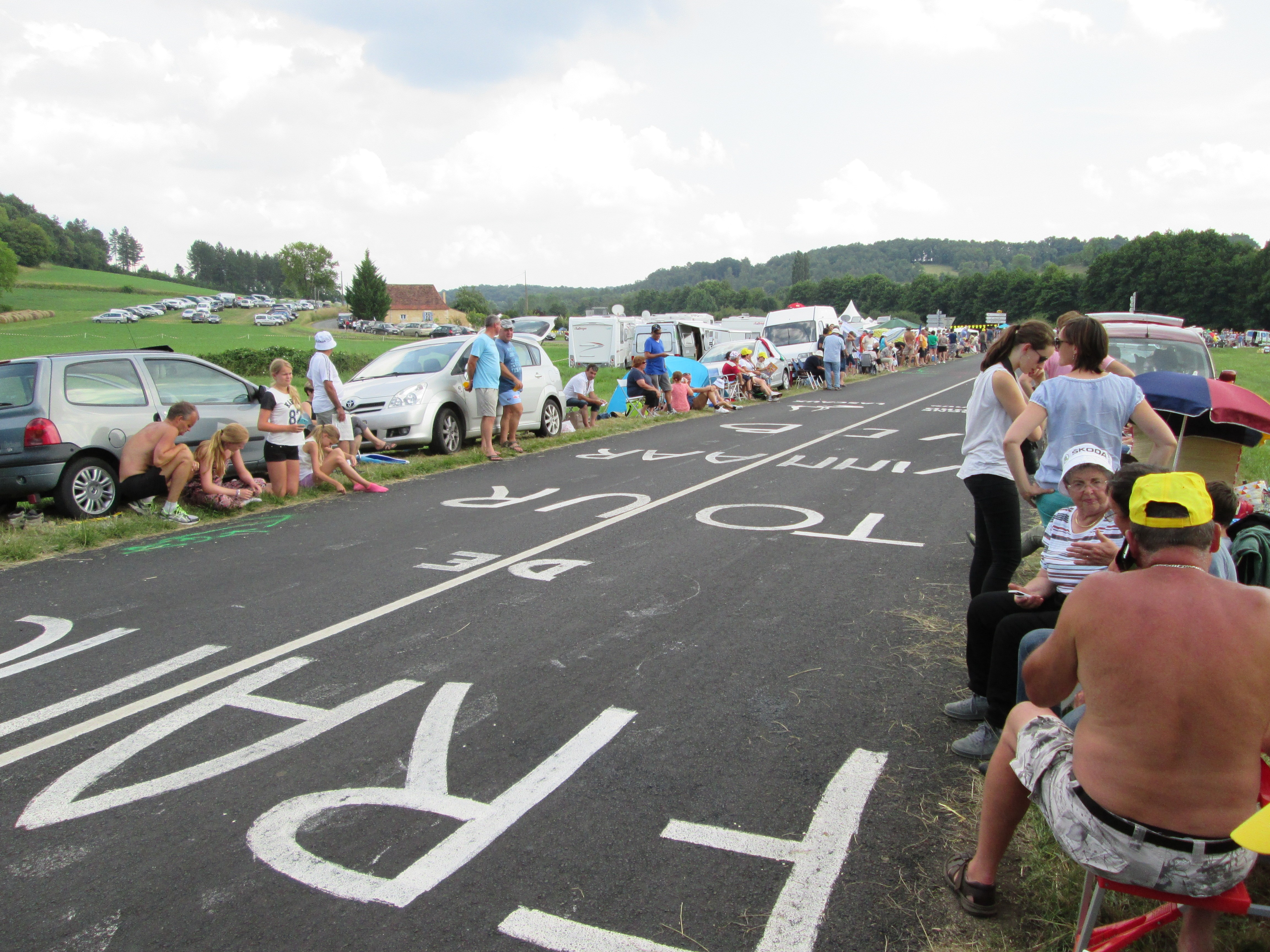
Spectateurs.
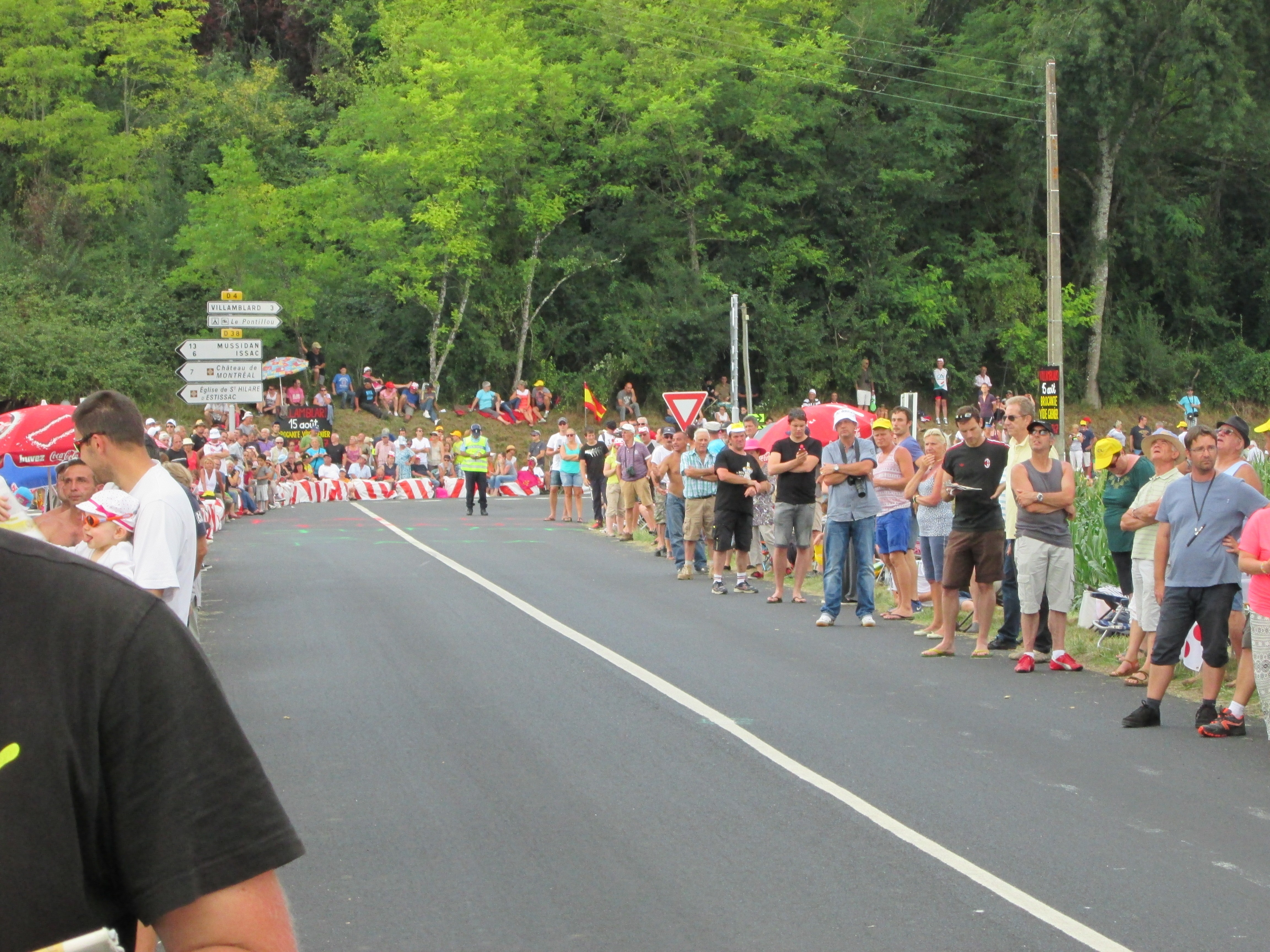
Spectateurs.

## Déroulement de la course

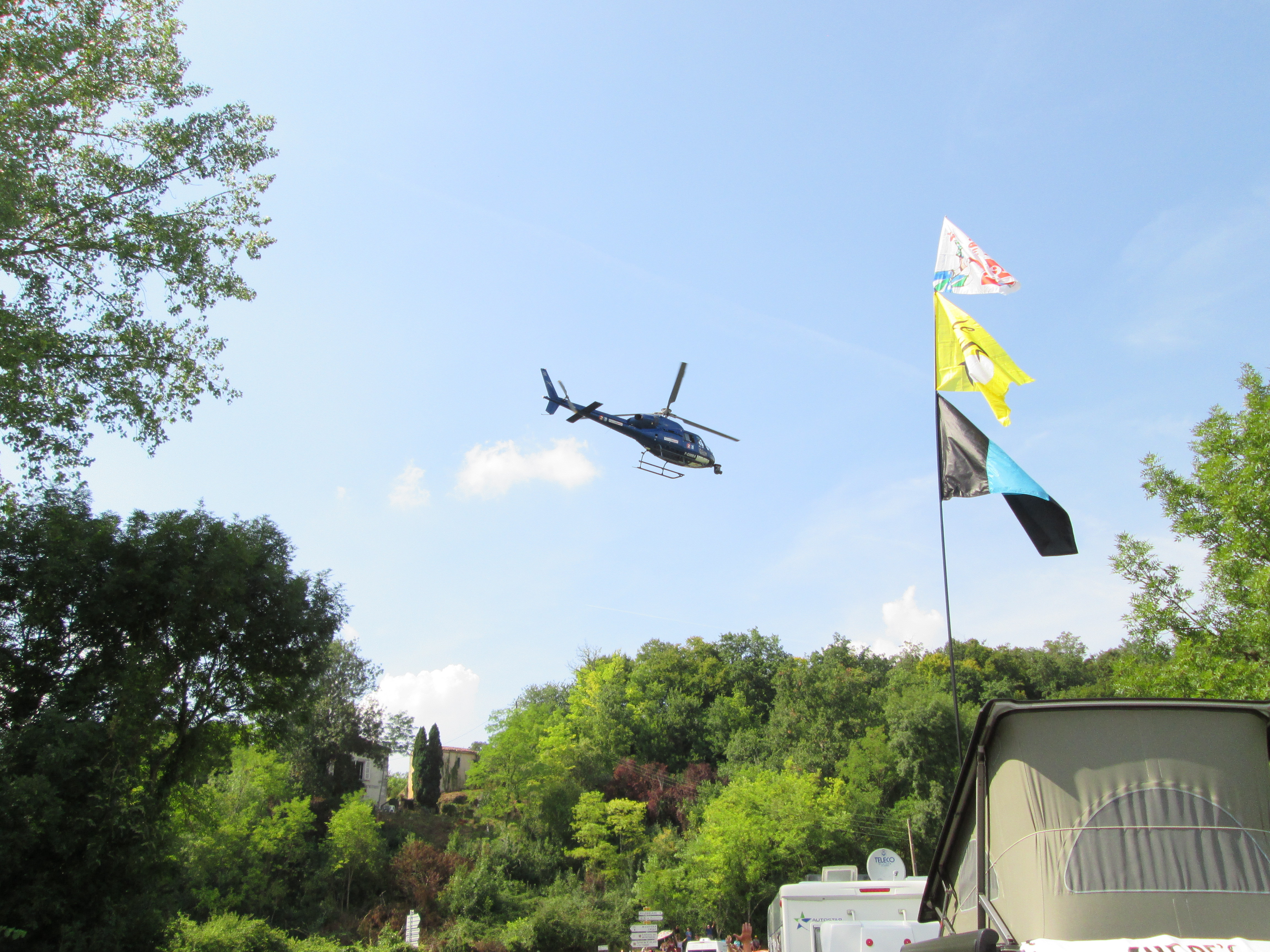
Hélicoptère de France Télévisions, survolant les environs de Beleymas à.

La 20e étape du Tour de France est qualifiée comme étant « la dernière étape décisive de la Grande Boucle avant l'arrivée sur les Champs-Élysées », qui a lieu le lendemain.

### Accueil du public
Ce jour-là, la circulation automobile étant restreinte dans la partie sud de Périgueux, Péribus, le réseau de transport de l'agglomération, assure des navettes gratuites entre 8 h 10 et 22 h, à partir de la place Montaigne jusqu'aux parkings-relais situés au Palio de Boulazac, aux Maurilloux à Trélissac, et au parc des expositions de Marsac-sur-l'Isle.

### Équipes techniques et retransmission télévisée
Selon les statistiques d'Amaury Sport Organisation (ASO), 100 000 personnes sont attendues tout le long du parcours de cette étape. Les équipes, la caravane et l'organisation comptent au total 4 500 personnes. Le lycée Laure-Gatet de Périgueux accueille toute la presse (2 000 journalistes environ) et la technique de cette étape,. Selon Le Grand Périgueux, plus de 300 000 personnes assistent finalement à cette 20e étape.
Les 180 véhicules de la caravane publicitaire, jusqu'alors garés sur le parking de la salle Anatole-France à Bergerac, sont les premiers à faire leur apparition le long du parcours, en débutant à Bergerac à 8 h 35 et en terminant à Périgueux à 9 h 42. Près de 2,5 tonnes de bonbons sont distribuées.
Les techniciens de France Télévisions installent, dès 8 h, le décor de l'émission Village départ présentée par Laurent Luyat. À 12 h 50, celui-ci a pour invités Kendji Girac, Collectif Métissé, Dany Brillant, Pierre Bellemare et Guillaume de Tonquédec. Le village du Tour, ouvert de 9 h jusqu'au milieu de l'après-midi, est situé sur la place Gambetta de Bergerac, où la course est retransmise en direct devant plus de 200 personnes. Le studio de France Télévisions et les 150 camions de la logistique sont situés sur les allées de Tourny à Périgueux. À 20 h, les télévisions assurent leurs derniers directs depuis le parking Montaigne.

### Course au profit de Mécénat Chirurgie Cardiaque
Quelques personnalités, parmi lesquelles les cyclistes Bernard Hinault et Bernard Thévenet, les journalistes Christian Morin, Patrick Poivre d'Arvor, Nelson Monfort et Henri Sannier, ainsi que le boxeur Jean-Marc Mormeck et l'acteur Dany Boon, pédalent au profit de l'association Mécénat Chirurgie Cardiaque, qui reçoit 12 000 € de la part du département de la Dordogne et des villes de Périgueux et de Bergerac. Ils réalisent l'étape dans la matinée et arrivent sur Périgueux vers 10 h 30.

### Course contre-la-montre
Pour cette étape, le grand favori annoncé est l'Allemand Tony Martin, spécialiste du contre-la-montre, en particulier après les abandons du Britannique Christopher Froome (lors de la 5e étape) et du Suisse Fabian Cancellara (10e étape).
Le peloton de la 20e étape est composé de 164 coureurs. Les coureurs partent dans l'ordre inverse du classement général, toutes les deux minutes jusqu'au lancement de Pierre Rolland, onzième du classement général, ensuite toutes les trois minutes. La lanterne rouge, Ji Cheng, est le premier cycliste à s'élancer, partant à 10 h 51 du tremplin situé rue de la Résistance à Bergerac,,. Il deviendra, avec l'étape sur les Champs-Élysées, le premier Chinois à terminer le Tour de France.
Dans l'optique du classement de l'étape, l'Américain Danny Pate prend la tête de la course avec un premier temps de référence de 1 heure 9 minutes et 22 secondes à 46,70 km/h de moyenne. Le Tchèque Jan Bárta réalise un meilleur temps dès le premier point intermédiaire avec 30 secondes sur Danny Pate et termine en 1 heure 8 minutes et 8 secondes. L'Allemand Tony Martin part plus vite avec 35 secondes d'avance sur Jan Bárta au premier point, puis avec 1 minute et 28 secondes d'avance au second point. Il boucle le parcours en 1 heure 6 minutes et 21 secondes, se positionnant ainsi pour la victoire du jour. Le Néerlandais Tom Dumoulin réalise un bon chrono mais craque sur la fin, prenant la deuxième place en 1 heure 8 minutes.
En perspective du classement général, cette étape constitue, sauf accident lors de l'étape des Champs-Élysées, la dernière occasion de modifier les positions au classement général. Respectivement septième et huitième au départ de l'étape, les Néerlandais Bauke Mollema et Laurens ten Dam de l'équipe Belkin ratent leur étape et passent en dixième et neuvième places au classement général. L'Espagnol Haimar Zubeldia et le Tchèque Leopold König en profitent. Cinquième de l'étape à 2 minutes et 2 secondes de Tony Martin, le Tchèque passe de la neuvième à la septième place, Zubeldia évoluant lui de la dixième à la huitième position. L'Américain Tejay van Garderen et le Français Romain Bardet se disputent la cinquième place. Ils terminent respectivement à 2 minutes et 8 secondes et à 4 minutes et 17 secondes du temps de Tony Martin. Van Garderen passe à la cinquième place du classement général pour deux secondes aux dépens du Français qui subit une crevaison dans les derniers kilomètres de son parcours,.
Trois coureurs sont en lice pour déterminer les places de deuxième et troisième du classement général et se tiennent en 15 secondes au départ de l'étape. Il s'agit dans l'ordre du classement général provisoire des Français Thibaut Pinot et Jean-Christophe Péraud ainsi que de l'Espagnol Alejandro Valverde. Dans ce contre-la-montre, l'Espagnol Alejandro Valverde reste en retrait, avec un retard important dès le premier point intermédiaire (1 minute et 50 secondes). Jean-Christophe Péraud réalise une très belle performance malgré une crevaison. Il finit le tracé à 2 minutes et 27 secondes de l'Allemand et devient deuxième du classement général. Il devance Thibaut Pinot qui termine avec un écart de 3 minutes et 12 secondes par rapport à Tony Martin.
Le dernier à partir est le maillot jaune Vincenzo Nibali, qui arrive à 17 h 37 sur le boulevard Michel-de-Montaigne,,,. Il prend la quatrième place du classement de l'étape, à 1 minute et 58 secondes de Tony Martin. L'Italien reste largement en tête du classement général.

## Financement et diffusion
Amaury Sport Organisation (ASO) reçoit 300 000 € pour organiser la 20e étape : 148 000 réglés par le conseil général de la Dordogne, 92 000 par la ville de Bergerac et sa communauté d'agglomération, et 60 000 par Périgueux.
Le conseil général dépense entre 800 000 et 950 000 € sur le million annoncé auparavant, pour rénover les routes concernées par l'étape Bergerac–Périgueux : 36 km entre Eymet et Bergerac, ainsi que 54 km entre les villes départ et arrivée. S'ajoutent les dépenses de la location de barrières pour la sécurité, le financement des heures supplémentaires des employés communaux, des 50 000 brochures éditées par le Département, du spot publicitaire diffusé à la télévision, des affiches et des banderoles entre autres. Les retombées sur l'économie locale (hôtels, restaurants, cafés, fréquentation des marchés et des commerces) contrebalancent ces dépenses. De plus, la société organisatrice ASO assure que « 3,5 milliards de personnes [ont été] touchées sur la planète à travers 650 médias de 35 pays », ainsi que par une centaine de chaînes de télévision et environ 70 stations de radio, qui diffusent dans 190 pays au total.

## Résultats
Source : letour.fr

### Classement de l'étape

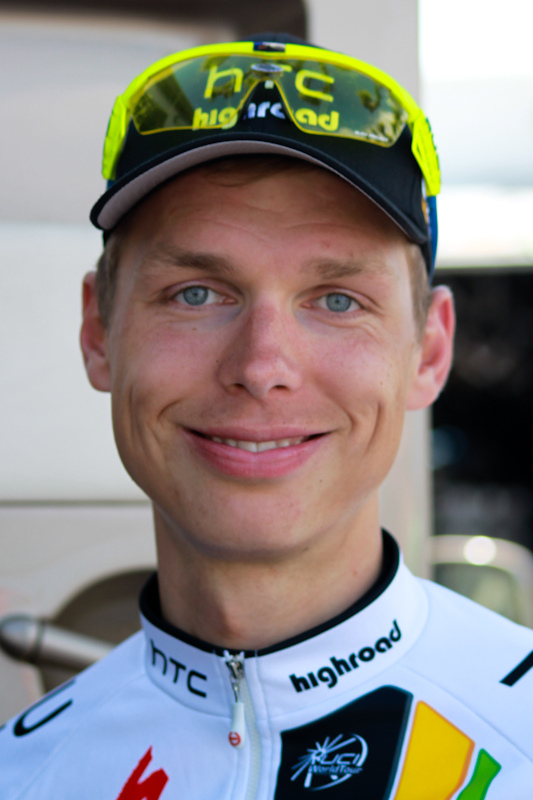
Tony Martin lors du Tour de Romandie 2011.

L'Allemand Tony Martin, triple champion du monde du contre-la-montre, remporte l'étape en 1 heure 6 minutes et 21 secondes à 48,83 km/h de moyenne, en développant des braquets basés sur un grand plateau de 58 dents,. Suivent le Néerlandais Tom Dumoulin avec 1 minute et 39 secondes de retard, puis le Tchèque Jan Bárta à 1 minute et 47 secondes, et le maillot jaune, l'Italien Vincenzo Nibali, à 1 minute et 58 secondes. Termine dernier de cette étape l'Italien Luca Paolini, à 12 minutes et 28 secondes de l'Allemand.

« Péraud a fait un numéro sur le contre-la-montre et Pinot a aussi fait un très bon chrono. Après, Martin, il n'y a pas de surprise : c'était un contre-la-montre à sa hauteur, fait pour un homme fort, et il s'est exprimé sur sa valeur. »

— Pascal Chanteur, ancien cycliste professionnel et actuel président du syndicat français des coureurs cyclistes
| Classement de la 20e étape | Classement de la 20e étape | Classement de la 20e étape | Classement de la 20e étape | Classement de la 20e étape |
|                            | Coureur                    | Pays                       | Équipe                     | Temps                      |
| -------------------------- | -------------------------- | -------------------------- | -------------------------- | -------------------------- |
| 1er                        | Tony Martin                | Allemagne                  | Omega Pharma-Quick Step    | en 1 h 6 min 21 s          |
| 2e                         | Tom Dumoulin               | Pays-Bas                   | Giant-Shimano              | + 1 min 39 s               |
| 3e                         | Jan Bárta                  | Tchéquie                   | NetApp-Endura              | + 1 min 47 s               |
| 4e                         | Vincenzo Nibali            | Italie                     | Astana                     | + 1 min 58 s               |
| 5e                         | Leopold König              | Tchéquie                   | NetApp-Endura              | + 2 min 2 s                |
| 6e                         | Tejay van Garderen         | États-Unis                 | BMC Racing                 | + 2 min 8 s                |
| 7e                         | Jean-Christophe Péraud     | France                     | AG2R La Mondiale           | + 2 min 27 s               |
| 8e                         | Sylvain Chavanel           | France                     | IAM                        | + 2 min 36 s               |
| 9e                         | Markel Irizar              | Espagne                    | Trek Factory Racing        | + 2 min 39 s               |
| 10e                        | Daniel Oss                 | Italie                     | BMC Racing                 | + 2 min 58 s               |
| modifier                   |                            |                            |                            |                            |

### Classements intermédiaires
| Classement à Beleymas (km 19) | Classement à Beleymas (km 19) | Classement à Beleymas (km 19) | Classement à Beleymas (km 19) | Classement à Beleymas (km 19) |
|                               | Coureur                       | Pays                          | Équipe                        | Temps                         |
| ----------------------------- | ----------------------------- | ----------------------------- | ----------------------------- | ----------------------------- |
| 1er                           | Tony Martin                   | Allemagne                     | Omega Pharma-Quick Step       | en 23 min 33 s                |
| 2e                            | Tom Dumoulin                  | Pays-Bas                      | Giant-Shimano                 | + 33 s                        |
| 3e                            | Jan Bárta                     | Tchéquie                      | NetApp-Endura                 | + 35 s                        |
| 4e                            | Michał Kwiatkowski            | Pologne                       | Omega Pharma-Quick Step       | + 38 s                        |
| 5e                            | Sylvain Chavanel              | France                        | IAM                           | + 38 s                        |
| 6e                            | Jean-Christophe Péraud        | France                        | AG2R La Mondiale              | + 42 s                        |
| 7e                            | Tejay van Garderen            | États-Unis                    | BMC Racing                    | + 47 s                        |
| 8e                            | Leopold König                 | Tchéquie                      | NetApp-Endura                 | + 48 s                        |
| 9e                            | Vincenzo Nibali               | Italie                        | Astana                        | + 48 s                        |
| 10e                           | Markel Irizar                 | Espagne                       | Trek Factory Racing           | + 59 s                        |
| modifier                      |                               |                               |                               |                               |

| Classement à Coursac (km 39) | Classement à Coursac (km 39) | Classement à Coursac (km 39) | Classement à Coursac (km 39) | Classement à Coursac (km 39) |
|                              | Coureur                      | Pays                         | Équipe                       | Temps                        |
| ---------------------------- | ---------------------------- | ---------------------------- | ---------------------------- | ---------------------------- |
| 1er                          | Tony Martin                  | Allemagne                    | Omega Pharma-Quick Step      | en 48 min 3 s                |
| 2e                           | Tom Dumoulin                 | Pays-Bas                     | Giant-Shimano                | + 59 s                       |
| 3e                           | Leopold König                | Tchéquie                     | NetApp-Endura                | + 1 min 17 s                 |
| 4e                           | Vincenzo Nibali              | Italie                       | Astana                       | + 1 min 22 s                 |
| 5e                           | Tejay van Garderen           | États-Unis                   | BMC Racing                   | + 1 min 24 s                 |
| 6e                           | Jan Bárta                    | Tchéquie                     | NetApp-Endura                | + 1 min 28 s                 |
| 7e                           | Sylvain Chavanel             | France                       | IAM                          | + 1 min 40 s                 |
| 8e                           | Jean-Christophe Péraud       | France                       | AG2R La Mondiale             | + 1 min 52 s                 |
| 9e                           | Markel Irizar                | Espagne                      | Trek Factory Racing          | + 1 min 54 s                 |
| 10e                          | Maciej Bodnar                | Pologne                      | Cannondale                   | + 2 min 3 s                  |
| modifier                     |                              |                              |                              |                              |

| \| Classement à Coulounieix-Chamiers (km 48) \| Classement à Coulounieix-Chamiers (km 48) \| Classement à Coulounieix-Chamiers (km 48) \| Classement à Coulounieix-Chamiers (km 48) \| Classement à Coulounieix-Chamiers (km 48) \| \| \| Coureur \| Pays \| Équipe \| Temps \| \| ----------------------------------------- \| ----------------------------------------- \| ----------------------------------------- \| ----------------------------------------- \| ----------------------------------------- \| \| 1er \| Tony Martin \| Allemagne \| Omega Pharma-Quick Step \| en 1 h 0 min 9 s \| \| 2e \| Tom Dumoulin \| Pays-Bas \| Giant-Shimano \| + 1 min 27 s \| \| 3e \| Vincenzo Nibali \| Italie \| Astana \| + 1 min 33 s \| \| 4e \| Leopold König \| Tchéquie \| NetApp-Endura \| + 1 min 38 s \| \| 5e \| Jan Bárta \| Tchéquie \| NetApp-Endura \| + 1 min 38 s \| \| 6e \| Tejay van Garderen \| États-Unis \| BMC Racing \| + 1 min 50 s \| \| 7e \| Jean-Christophe Péraud \| France \| AG2R La Mondiale \| + 2 min 7 s \| \| 8e \| Markel Irizar \| Espagne \| Trek Factory Racing \| + 2 min 14 s \| \| 9e \| Sylvain Chavanel \| France \| IAM \| + 2 min 15 s \| \| 10e \| Danny Pate \| États-Unis \| Sky \| + 2 min 41 s \| \| modifier \| \| \| \| \| |                        |            |                         |                  |
| Classement à Coulounieix-Chamiers (km 48) |                        |            |                         |                  |
| | Coureur                | Pays       | Équipe                  | Temps            |
| 1er | Tony Martin            | Allemagne  | Omega Pharma-Quick Step | en 1 h 0 min 9 s |
| 2e | Tom Dumoulin           | Pays-Bas   | Giant-Shimano           | + 1 min 27 s     |
| 3e | Vincenzo Nibali        | Italie     | Astana                  | + 1 min 33 s     |
| 4e | Leopold König          | Tchéquie   | NetApp-Endura           | + 1 min 38 s     |
| 5e | Jan Bárta              | Tchéquie   | NetApp-Endura           | + 1 min 38 s     |
| 6e | Tejay van Garderen     | États-Unis | BMC Racing              | + 1 min 50 s     |
| 7e | Jean-Christophe Péraud | France     | AG2R La Mondiale        | + 2 min 7 s      |
| 8e | Markel Irizar          | Espagne    | Trek Factory Racing     | + 2 min 14 s     |
| 9e | Sylvain Chavanel       | France     | IAM                     | + 2 min 15 s     |
| 10e | Danny Pate             | États-Unis | Sky                     | + 2 min 41 s     |
| modifier |                        |            |                         |                  |

### Points attribués
| Classement de l'étape | Classement de l'étape  | Classement de l'étape | Classement de l'étape   | Classement de l'étape |
| --------------------- | ---------------------- | --------------------- | ----------------------- | --------------------- |
|                       | Coureur                | Pays                  | Équipe                  | Point(s)              |
| 1er                   | Tony Martin            | Allemagne             | Omega Pharma-Quick Step | 45                    |
| 2e                    | Tom Dumoulin           | Pays-Bas              | Giant-Shimano           | 35                    |
| 3e                    | Jan Bárta              | Tchéquie              | NetApp-Endura           | 30                    |
| 4e                    | Vincenzo Nibali        | Italie                | Astana                  | 26                    |
| 5e                    | Leopold König          | Tchéquie              | NetApp-Endura           | 22                    |
| 6e                    | Tejay van Garderen     | États-Unis            | BMC Racing              | 20                    |
| 7e                    | Jean-Christophe Péraud | France                | AG2R La Mondiale        | 18                    |
| 8e                    | Sylvain Chavanel       | France                | IAM                     | 16                    |
| 9e                    | Markel Irizar          | Espagne               | Trek Factory Racing     | 14                    |
| 10e                   | Daniel Oss             | Italie                | BMC Racing              | 12                    |
| 11e                   | Danny Pate             | États-Unis            | Sky                     | 10                    |
| 12e                   | Thibaut Pinot          | France                | FDJ.fr                  | 8                     |
| 13e                   | Martin Elmiger         | Suisse                | IAM                     | 6                     |
| 14e                   | Maciej Bodnar          | Pologne               | Cannondale              | 4                     |
| 15e                   | Svein Tuft             | Canada                | Orica-GreenEDGE         | 2                     |
| modifier              |                        |                       |                         |                       |

## Classements à l'issue de l'étape
Source : letour.fr

### Classement général
| Classement général | Classement général     | Classement général | Classement général  | Classement général  |
|                    | Coureur                | Pays               | Équipe              | Temps               |
| ------------------ | ---------------------- | ------------------ | ------------------- | ------------------- |
| 1er                | Vincenzo Nibali        | Italie             | Astana              | en 86 h 37 min 52 s |
| 2e                 | Jean-Christophe Péraud | France             | AG2R La Mondiale    | + 7 min 52 s        |
| 3e                 | Thibaut Pinot          | France             | FDJ.fr              | + 8 min 24 s        |
| 4e                 | Alejandro Valverde     | Espagne            | Movistar            | + 9 min 55 s        |
| 5e                 | Tejay van Garderen     | États-Unis         | BMC Racing          | + 11 min 44 s       |
| 6e                 | Romain Bardet          | France             | AG2R La Mondiale    | + 11 min 46 s       |
| 7e                 | Leopold König          | Tchéquie           | NetApp-Endura       | + 14 min 41 s       |
| 8e                 | Haimar Zubeldia        | Espagne            | Trek Factory Racing | + 18 min 12 s       |
| 9e                 | Laurens ten Dam        | Pays-Bas           | Belkin              | + 18 min 20 s       |
| 10e                | Bauke Mollema          | Pays-Bas           | Belkin              | + 21 min 24 s       |
| modifier           |                        |                    |                     |                     |

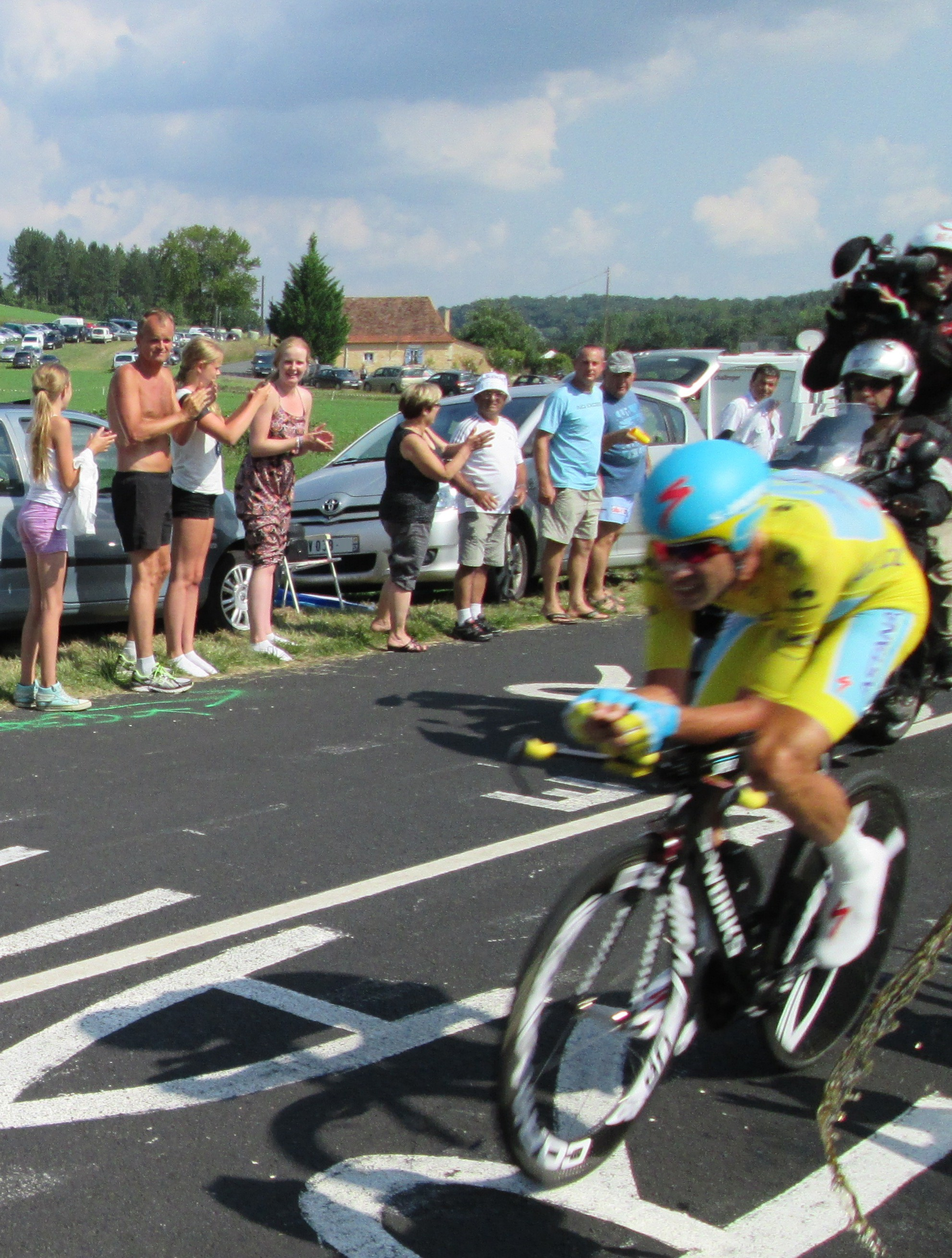
Vincenzo Nibali
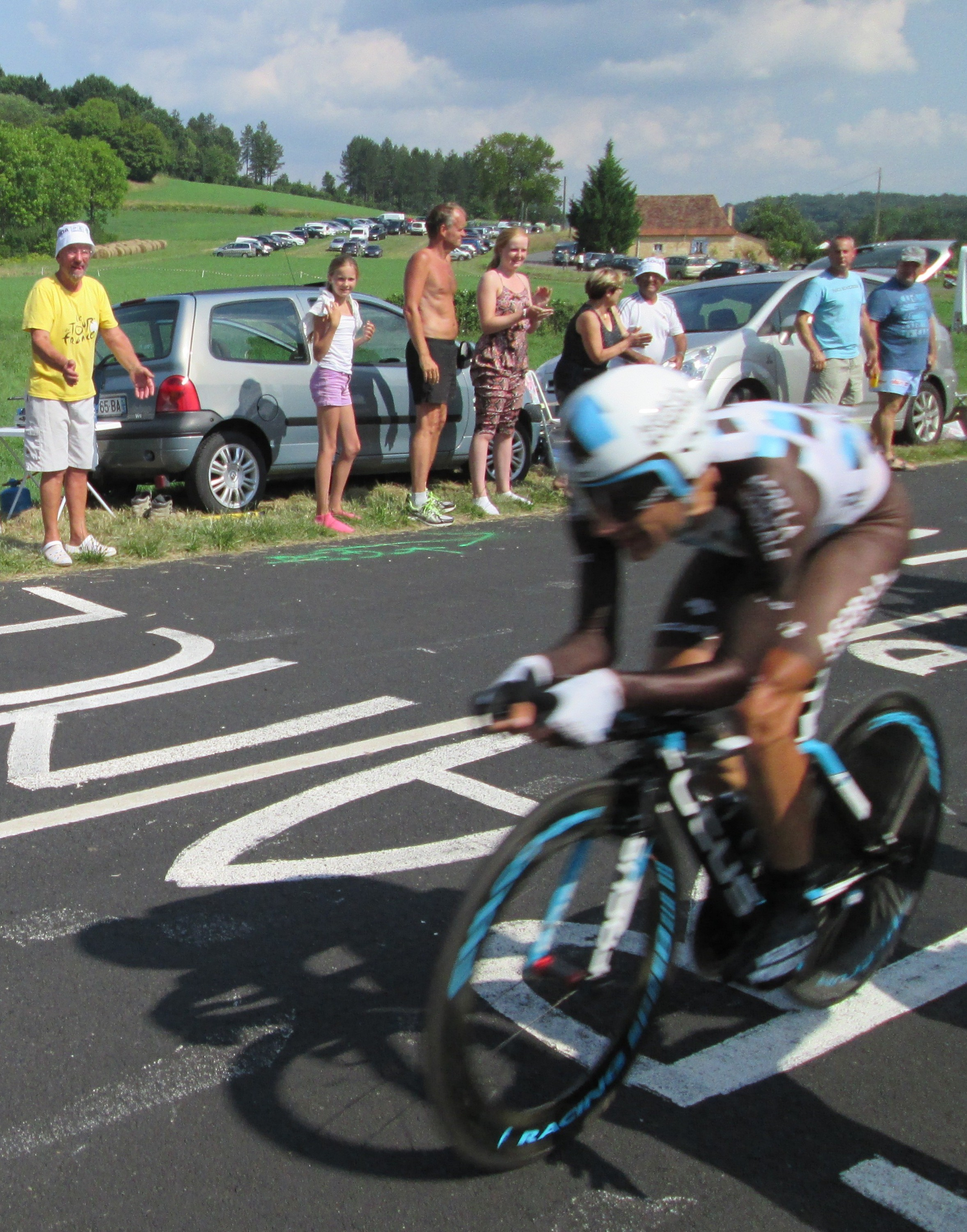
Jean-Christophe Péraud
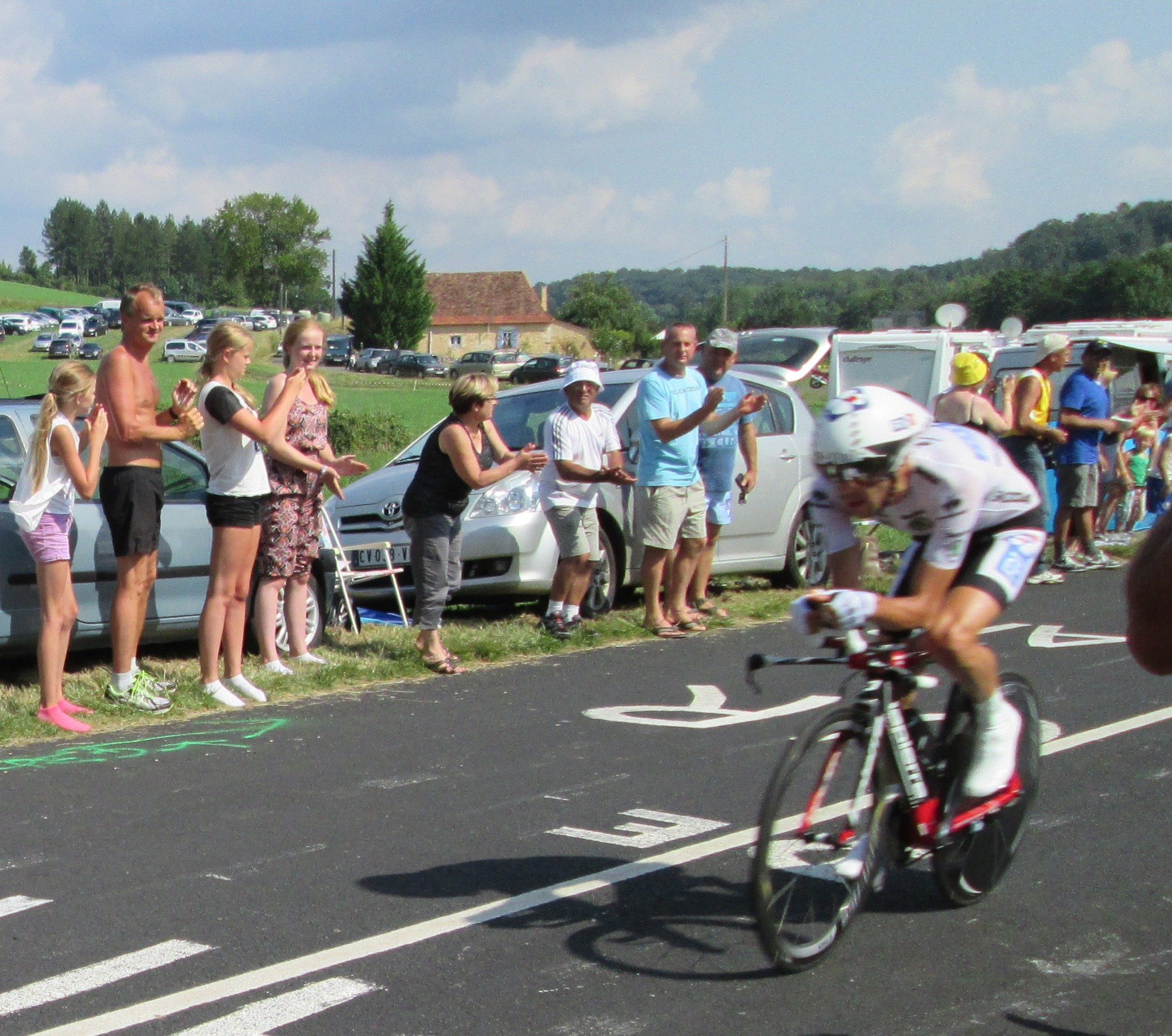
Thibaut Pinot
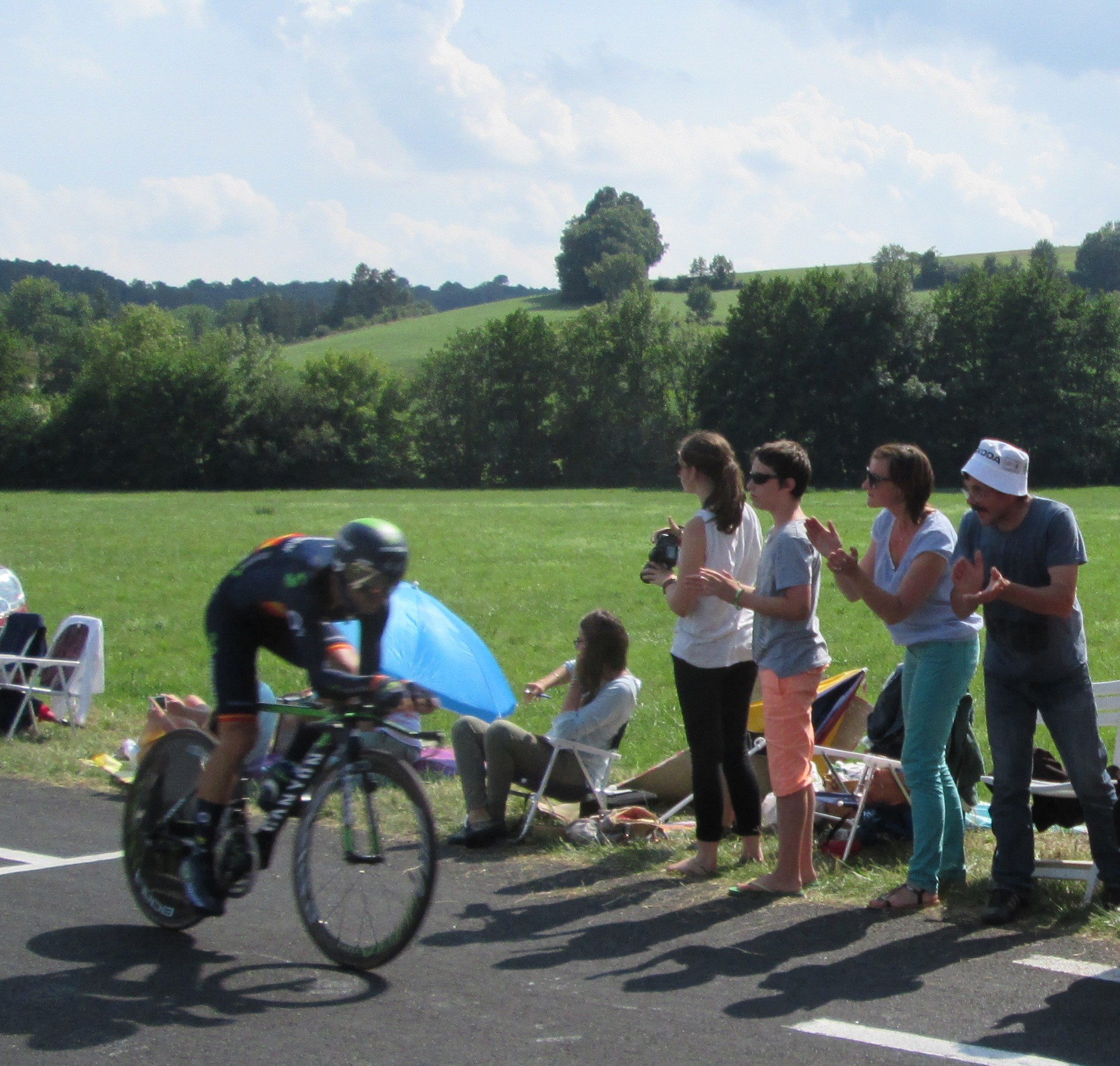
Alejandro Valverde
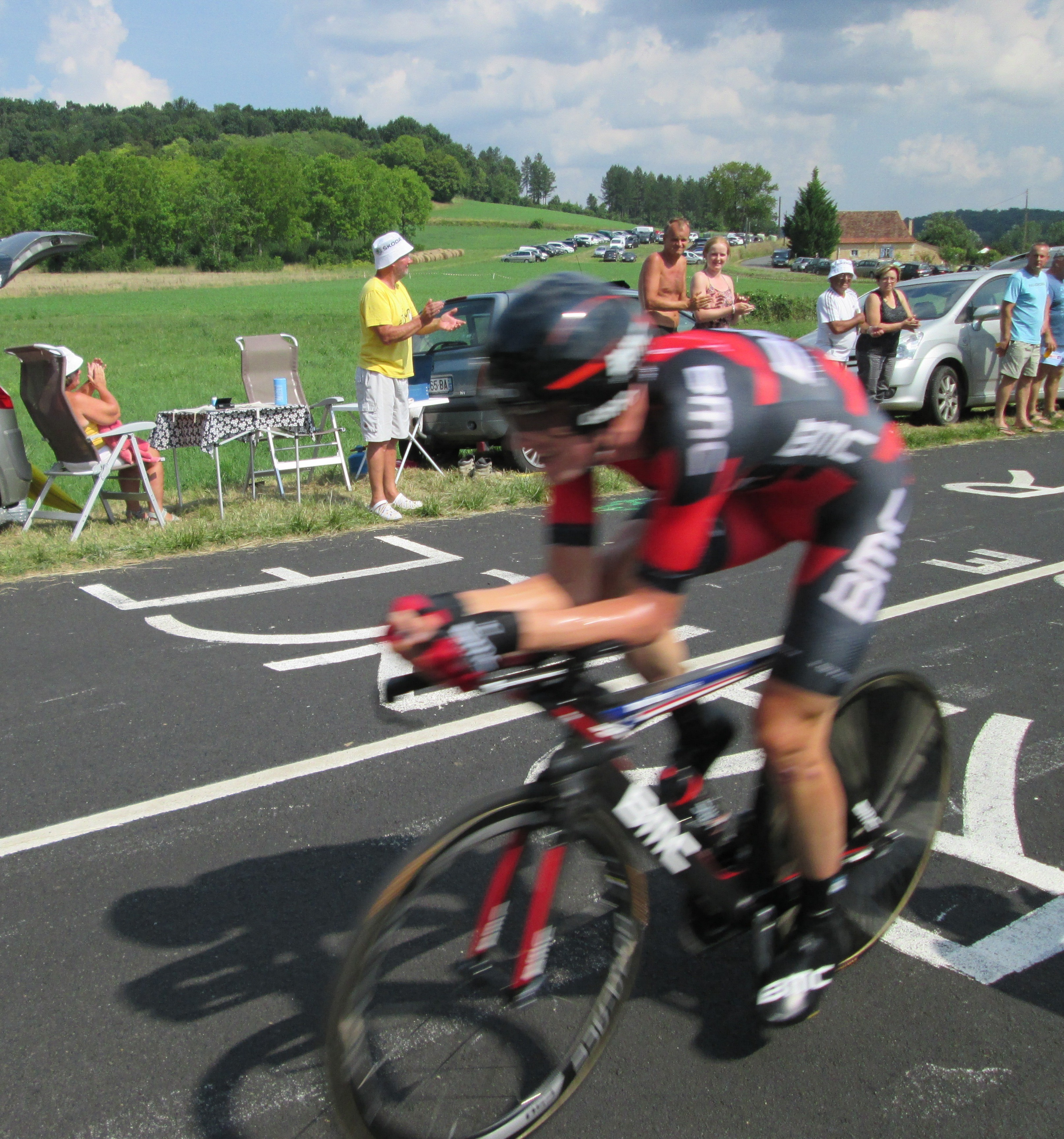
Tejay van Garderen
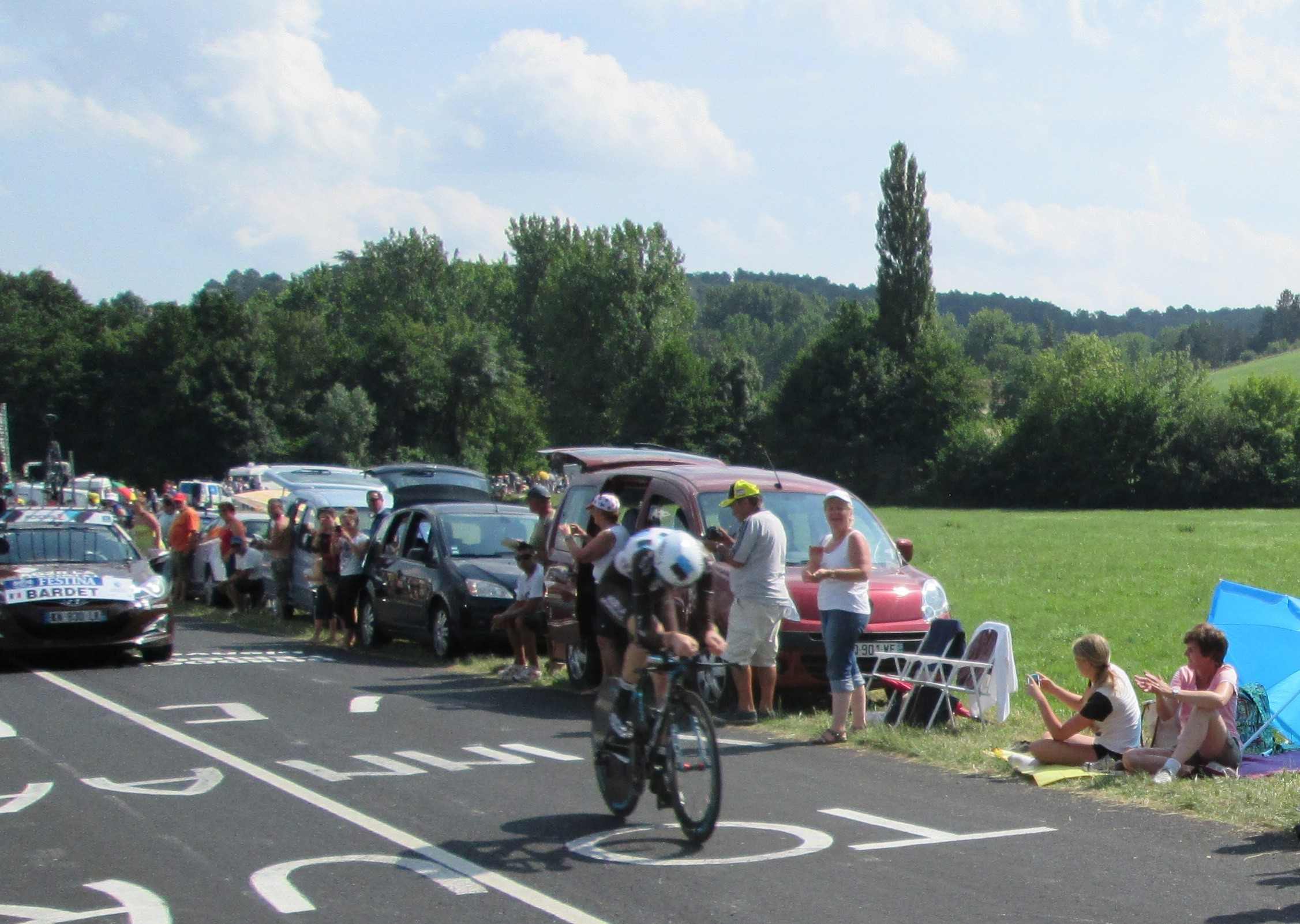
Romain Bardet
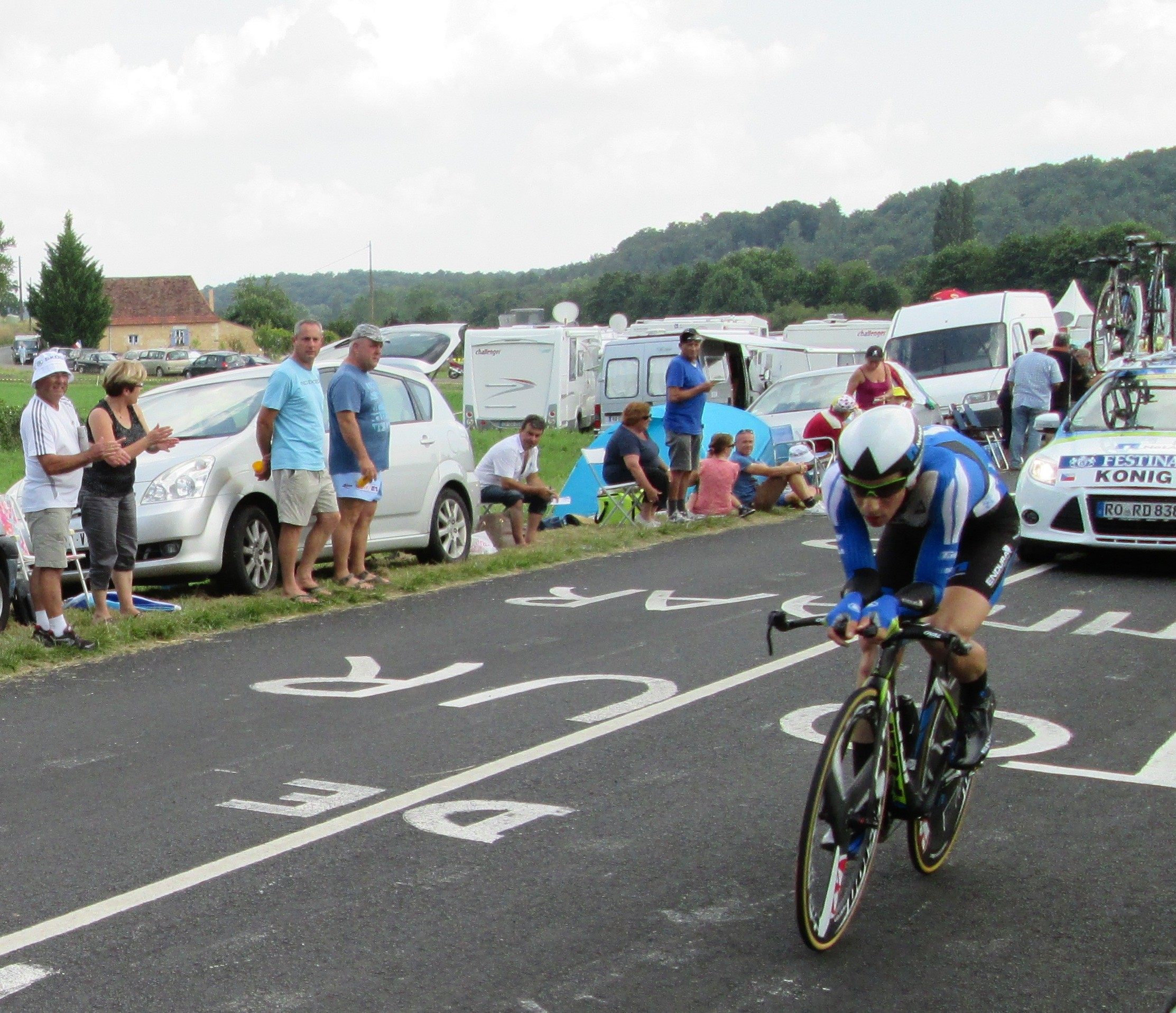
Leopold König
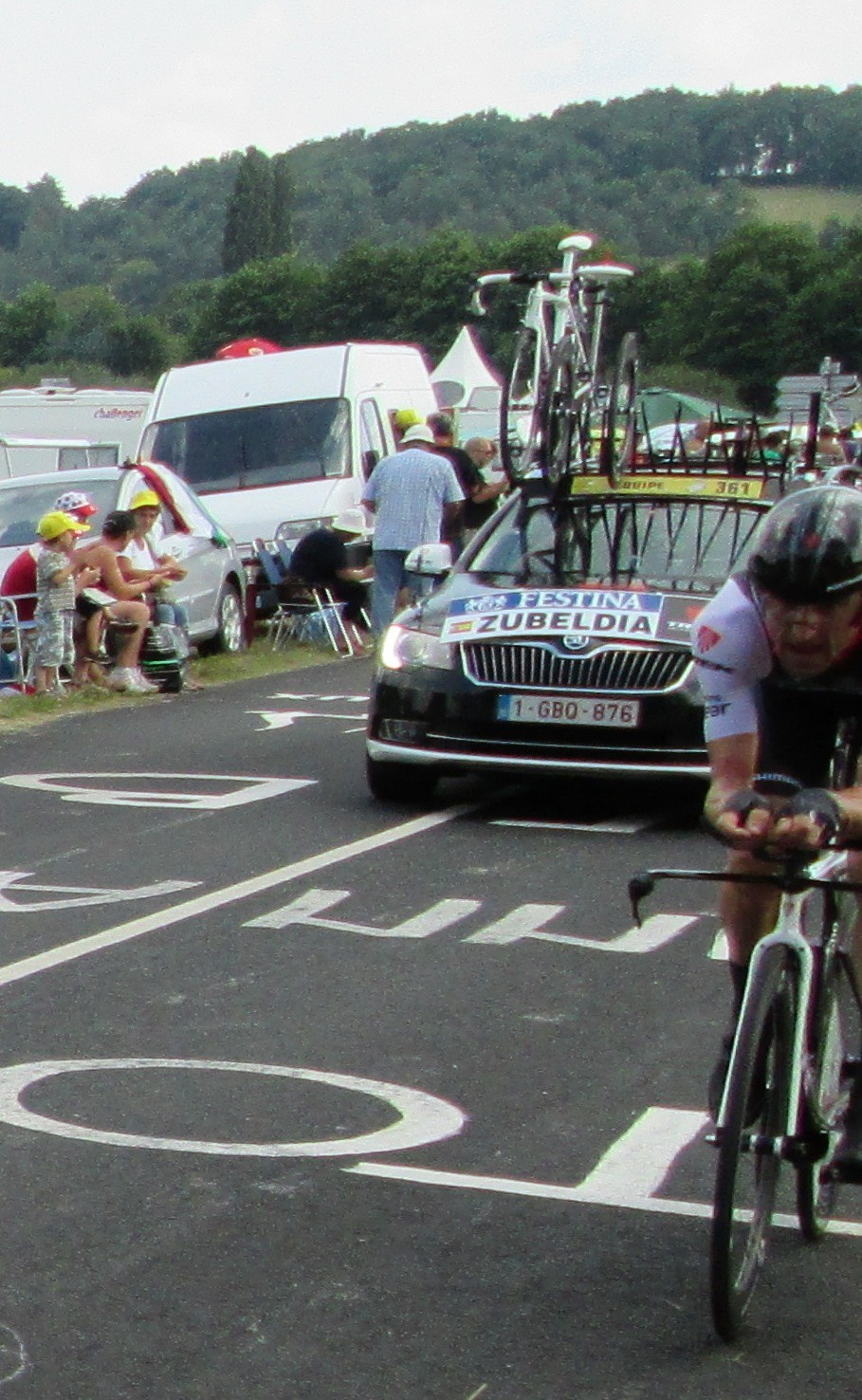
Haimar Zubeldia
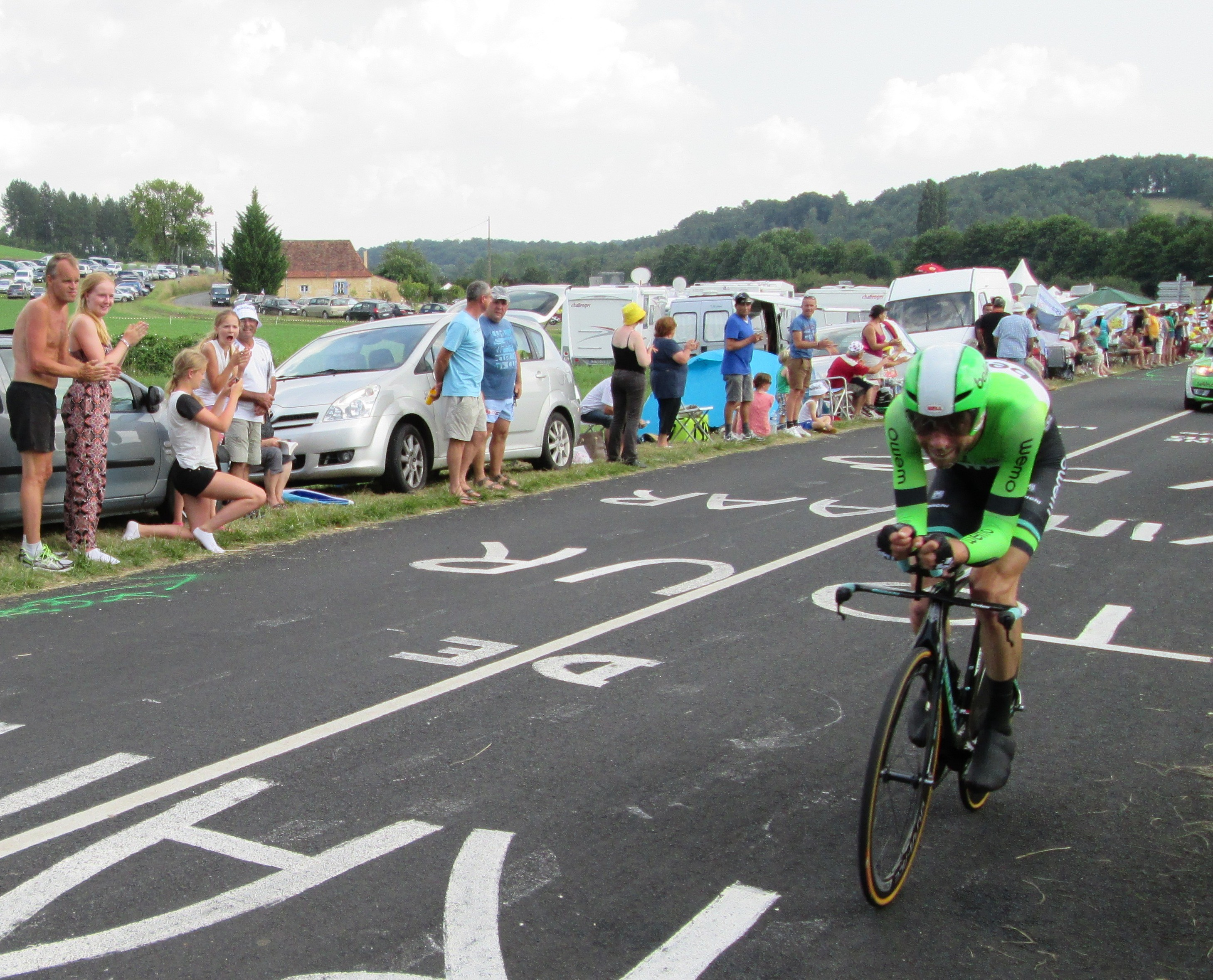
Laurens ten Dam
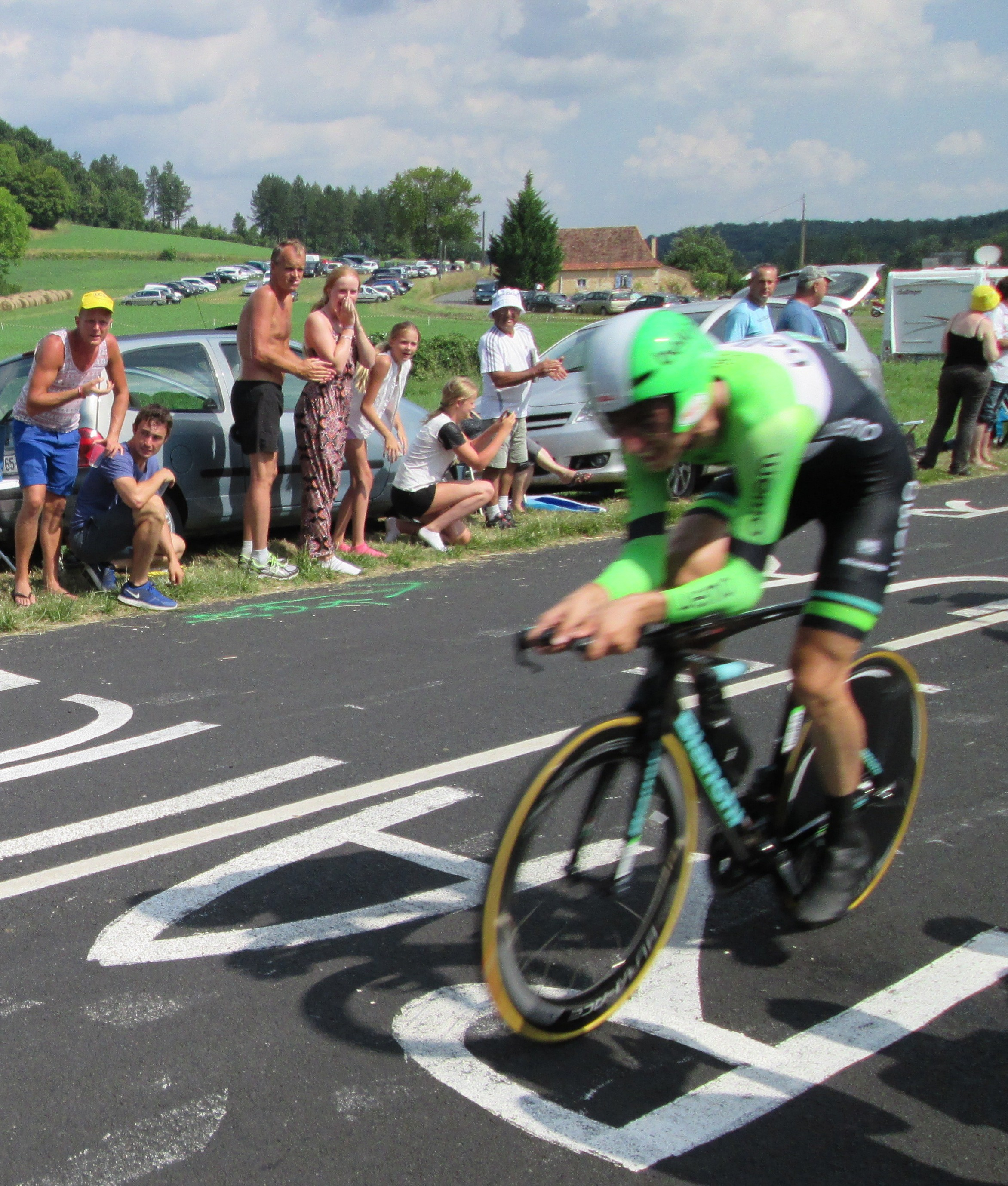
Bauke Mollema

### Classement par points
| Classement par points | Classement par points | Classement par points | Classement par points | Classement par points |
| --------------------- | --------------------- | --------------------- | --------------------- | --------------------- |
|                       | Coureur               | Pays                  | Équipe                | Point(s)              |
| 1er                   | Peter Sagan           | Slovaquie             | Cannondale            | 417 points            |
| 2e                    | Bryan Coquard         | France                | Europcar              | 253 pts               |
| 3e                    | Alexander Kristoff    | Norvège               | Katusha               | 247 pts               |
| modifier              |                       |                       |                       |                       |

### Classement de la montagne
| Classement de la montagne | Classement de la montagne | Classement de la montagne | Classement de la montagne | Classement de la montagne |
| ------------------------- | ------------------------- | ------------------------- | ------------------------- | ------------------------- |
|                           | Coureur                   | Pays                      | Équipe                    | Point(s)                  |
| 1er                       | Rafał Majka               | Pologne                   | Tinkoff-Saxo              | 181 points                |
| 2e                        | Vincenzo Nibali           | Italie                    | Astana                    | 168 pts                   |
| 3e                        | Joaquim Rodríguez         | Espagne                   | Katusha                   | 112 pts                   |
| modifier                  |                           |                           |                           |                           |

### Classement du meilleur jeune
| Classement général du meilleur jeune | Classement général du meilleur jeune | Classement général du meilleur jeune | Classement général du meilleur jeune | Classement général du meilleur jeune |
|                                      | Coureur                              | Pays                                 | Équipe                               | Temps                                |
| ------------------------------------ | ------------------------------------ | ------------------------------------ | ------------------------------------ | ------------------------------------ |
| 1er                                  | Thibaut Pinot                        | France                               | FDJ.fr                               | en 86 h 46 min 16 s                  |
| 2e                                   | Romain Bardet                        | France                               | AG2R La Mondiale                     | + 3 min 22 s                         |
| 3e                                   | Michał Kwiatkowski                   | Pologne                              | Omega Pharma-Quick Step              | + 1 h 12 min 25 s                    |
| modifier                             |                                      |                                      |                                      |                                      |

### Classement par équipes
| Classement par équipes | Classement par équipes | Classement par équipes | Classement par équipes |
|                        | Équipe                 | Pays                   | Temps                  |
| ---------------------- | ---------------------- | ---------------------- | ---------------------- |
| 1re                    | AG2R La Mondiale       | France                 | en 260 h 24 min 10 s   |
| 2e                     | Belkin                 | Pays-Bas               | + 34 min 44 s          |
| 3e                     | Movistar               | Espagne                | + 1 h 5 min 44 s       |
| modifier               |                        |                        |                        |

## Mémoire
Pendant tout le mois d'août 2014 à la librairie Marbot avenue Montaigne à Périgueux, Bernard Chubilleau, photographe de presse et de sport travaillant pour le journal Sud Ouest, a organisé une exposition de ses photos prises pendant la 20e étape du Tour de France 2014 notamment, mais aussi lors des précédents passages de la Grande Boucle en Périgord.